# Nyhedsgruppe
Nyhedsgrupper er diskussionsfora på internettet, der er delt op i forskellige kategorier. Med en nyhedsgruppeklient såsom Outlook Express, Netscape eller Mozilla Thunderbird kan man fra en nyhedsgruppe-server hente en gruppeliste med navnene på alle diskussionsfora. Man kan abonnere på de grupper, man ønsker at læse og deltage ved at skrive e-mail-lignende indlæg.
Nyhedsgrupper bruger datanetprotokollen NNTP. Indeholder en webbrowser også en nyhedslæser, kan en nyhedsgruppe-URL anvendes. Har man ikke fra sin internetudbyder (ISP) eller andetsteds fået en adresse på en nyhedsgruppeserver, så er nyhedsgrupperne fra det gamle USENET også tilgængelige gennem Google Groups (groups.google.com) i et html-format.
Usenet - som et verdensomspændende netværk af nyhedsgruppe-servere - var, både i Danmark og udlandet, i mange år primært brugt af (og tilgængelig for) studerende og ansatte på de naturvidenskabelige fakulteter, samt ansatte i computerindustrien. Før udbredelsen af internet – og dermed nyhedsgrupperne – tog fart i Danmark, deltog op imod 8.000 danskere i amatørnetværket FidoNets debatfora.